# Grad Čušperk
Grad Čušperk  (nemško  Zobelsberg), od katerega so ostale le še skromne razvaline, je stal na vrhu skalnatega hriba Stari grad nad istoimensko vasjo južno od Grosupljega.

## Zgodovina
Grad Čušperk  so okoli leta 1160 pozidali oglejski patriarhi, ki so ga dali v fevd svobodnim gospodom Auerspergom. Grad je v virih omenjen šele leta 1248, ko je po smrti Konrada Turjaškega, zadnjega prestavnika iz svobodnega rodu Turjaških prešel v roke grofov Ortenburških oziroma je  tega leta grad in gospoščino dedoval njegov tast, grof Herman II. Ortenburški.
Po letu 1418 je grad Čušperk z gospostvom z dedovanjem ortenburške dediščine pripadel v last Celjskih grofov, ki so ga imeli v lasti do leta 1456, ko je rod izumrl.  Leta 1433  so se Celjani in avstrijski vojvode Habsburžani sprli zaradi meja. Te so šle prav mimo Čušperka. Spor je bil razrešen v poravnalni listini, napisani tega leta. Po letu 1456 grad preide v deželnoknežjo last.
Grad in gospostvo so upravljali ortenburški vazali oz. ministeriali in kasneje kastelani, nato pa celjski. Zadnji celjski kastelan je bil Boltežar Liechtenberger, ki ga je po celjskih dobil v najem od deželnega kneza. Po njegovi smrti leta 1460 je grad dobil v dedni najem Ludvik Kozjaški. Za Kozjaki so bili deželnoknežji fevdniki vitezi Čušperški. Jurij Čušperški je bil leta 1555 poveljnik strelcev v hrvaški krajini in 1558 kapitan trdnjave Bihać. Gospodje Čušperški so izumrli v drugi polovici 16. stoletja, nato pa je šla gospoščina iz rok v roke. Grad  so  leta 1515 deloma opustošili uporni kmetje, a so ga dvajset let kasneje obnovili in utrdili zaradi turške nevarnosti. Leta 1573 so Čušperk ponovno razdejali kmečki uporniki.
Fran Jaklič v zgodovinski povesti  »Ljudska osveta« dogajanje postavi v čas kmečkega upora leta 1515, ko podložniki obračunajo z gradom in graščakom Henrikom na gradu Čušperk, ki se je hotel pozabavati z lepo vaščanko Alenčico Rmanovo.
Ob koncu 16. stoletja je Čušperk ponovno prišel v roke Turjaških, ko je bil že pred 1608 njegov zastavni gospod Herbard Turjaški, nato njegov nečak Volf Engelbert Turjaški. V 17. stoletju so fevdalci izgubljali na vojaškem področju, zato so se gradovi začeli seliti na dostopnejše kraje. Turjačani so grad na starem mestu opustili in sezidali novega v Čušperku.
Volf Engelbert pl. Turjaški je gospostvo leta 1652 prodal Bernardinu grofu Barbu, ki ga leta 1677 nasledi sin Ernest Gotlib grof Barbo (umrl leta 1684), ki pa je bil poročen s Turjačanko.  Ta vdova Turjačanka, znova poročena baronica Wernek, je gospostvo leta 1691  prodala svojemu bratu Janezu Herbardu grofu Turjaškemu, ki je v Ljubljani opravljal funkcijo kranjskega deželnega upravitelja. Tako so to posest spet dobili Turjačani. Leta 1701 umrlega grofa Janeza Herbarda je 1712 nasledi njegov drugorojeni sin Andrej Dizma grof Turjaški kot lastnik, po katerem je gospostvo 1727 dedoval  mlajši sin Karel grof Turjaški, ki je tu osnoval svojo vejo, ki pa se je ohranila le eno generacijo. Od Turjaških je posest  leta  1798, po Karlovi smrti, na dražbi kupil Ludvik pl. Lazarini, čigar rod izvira iz gradu Gotnik v župniji Podgradje pri Ilirski Bistrici. Baroni Lazarini so v svoje ime dodali še Čušperški »zu Zobelsberg«. S to rodbino se je pozneje povezal skoraj izumrli rod Blagajev iz Boštanja (nemško Weissenstein). Tudi ta grad v Čušperku je bil porušen, ko so ga 18. decembra leta 1943 požgali slovenski partizani.